# Ligota Książęca (Namysłów)
Ligota Książęca (deutsch Fürsten-Ellguth) ist eine Ortschaft in Niederschlesien. Der Ort liegt in der Gmina Namysłów im Powiat Namysłowski in der Woiwodschaft Oppeln in Polen.

## Geographie

### Geographische Lage
Das Straßendorf Ligota Książęca liegt 10 Kilometer südwestlich der Gemeinde- und Kreisstadt Namysłów (Namslau) sowie 58 Kilometer nordwestlich der Woiwodschaftshauptstadt Opole (Oppeln). Der Ort liegt in der Nizina Śląska (Schlesische Tiefebene) innerhalb der Równina Oleśnicka (Oelser Ebene). Ligota Książęca ist umgeben von zahlreichen Waldgebieten.

### Ortsteile
Ortsteil von Ligota Książęca ist der Weiler Wszeradów (Schweizerei).

### Nachbarorte
Nachbarorte von Ligota Książęca sind im Nordwesten Mikowice (Lampersdorf), im Norden Barzyna (Kleinwaltersdorf) und im Süden Brzozowiec (Wilhelminenort).

## Geschichte

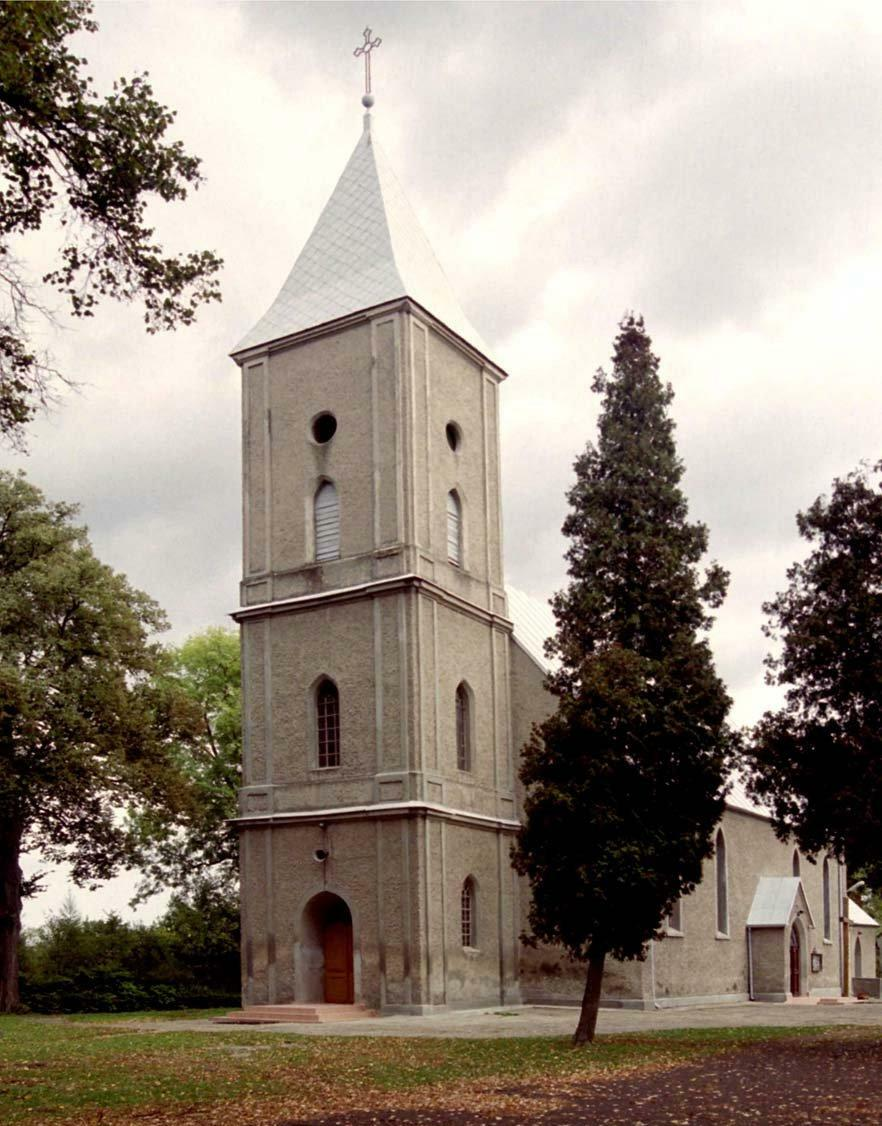
Mariä-Himmelfahrt-Kirche

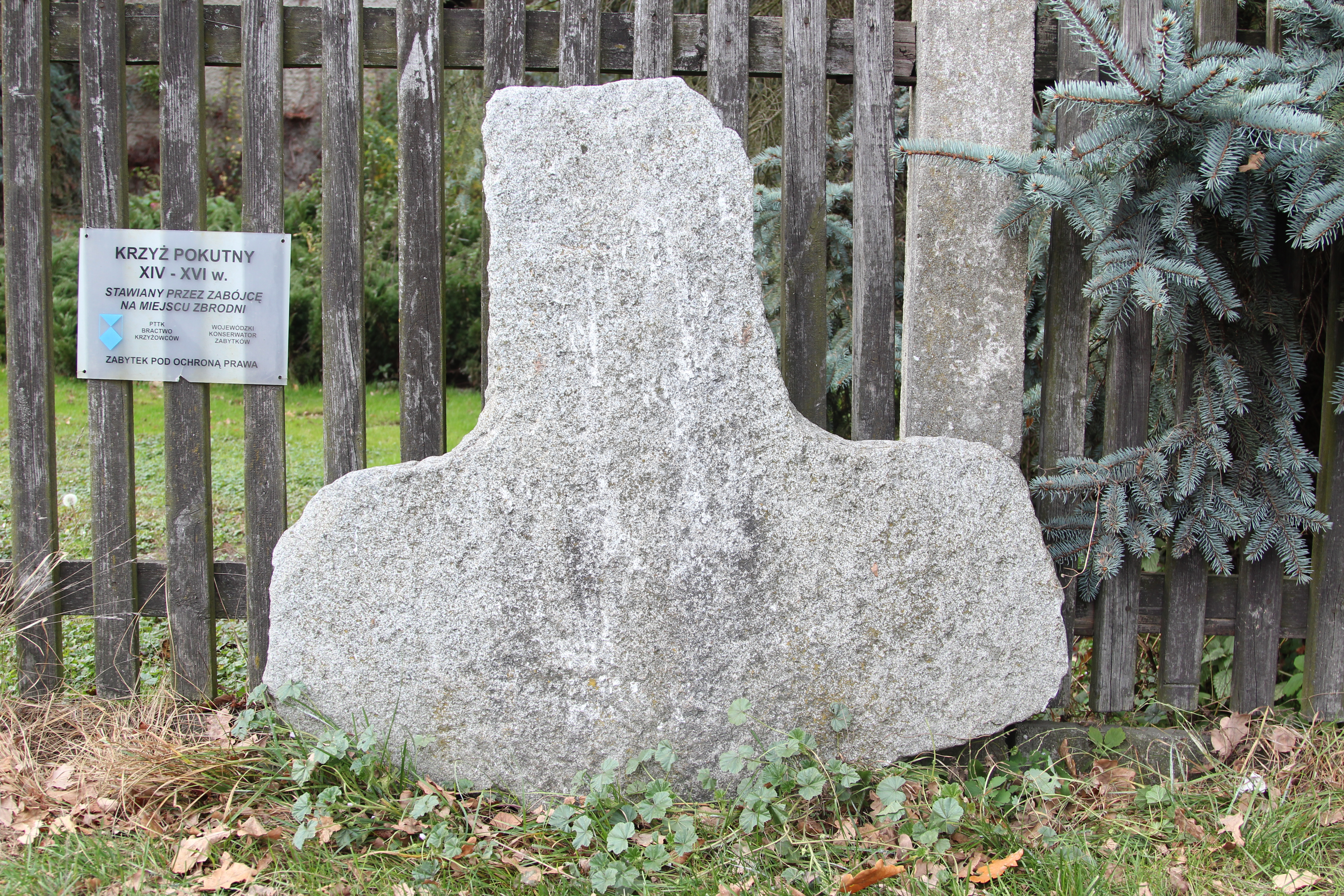
Sühnekreuz

Nach dem Ersten Schlesischen Krieg 1742 fiel Fürsten-Ellguth mit dem größten Teil Schlesiens an Preußen.
Nach der Neuorganisation der Provinz Schlesien gehörte die Landgemeinde Fürsten-Ellguth ab 1816 zum Landkreis Oels im Regierungsbezirk Breslau. 1845 bestanden im Dorf eine evangelische Kirche, eine evangelische Schule, eine Windmühle, eine Brauerei, eine Dampfbrennerei, vier Schankwirtschaften, eine Wassermühle, eine Ölmühle, ein Roßmarkt und 80 Häuser. Im gleichen Jahr lebten in Fürsten-Ellguth 696 Menschen, davon 5 katholisch. 1834 wurde ein steinernes Schulhaus im Ort erbaut. 1867 zählte der Ort 591 Einwohner. 1874 wurde der Amtsbezirk Fürsten Ellguth gegründet, welcher die Landgemeinden Fürsten Ellguth, Lampersdorf und Wilhelminenort und den Gutsbezirken Fürsten Ellguth, Lampersdorf und Wilhelminenort umfasste.
1905 zählte Fürsten-Ellguth 87 Wohnhäuser, 124 Haushaltungen und 470 Einwohner. 1933 zählte Fürsten-Ellguth 542 sowie 1939 549 Einwohner. Bis 1945 gehörte der Ort zum Landkreis Oels.
1945 kam der bisher deutsche Ort unter polnische Verwaltung, wurde in Ligota Książęca umbenannt und der Woiwodschaft Schlesien angeschlossen. 1950 wurde Ligota Książęca der Woiwodschaft Oppeln zugeteilt. 1988 zählte der Ort 549 Einwohner. 1999 wurde es Teil des wiedergegründeten Powiat Namysłowski.

## Sehenswürdigkeiten
- Die römisch-katholische Mariä-Himmelfahrt-Kirche (poln. Kościół Wniebowzięcia NMP, bis 1945 Evangelische Kirche) wurde 1844 als protestantisches Gotteshaus errichtet. Im Frühjahr 1945 wurde der Kirchenbau zerstört und von 1956 bis 1957 wieder aufgebaut.[5]  Der Kirchenbau steht seit 1958 unter Denkmalschutz.[6]
- Denkmal für den unbekannten Soldaten
- Friedhofskapelle
- Steinerne Wegekapelle
- Sühnekreuz

## Vereine
- Freiwillige Feuerwehr OPS Ligota Książęca

## Söhne und Töchter des Ortes
- Paul Treutler (1858–1938), deutscher Ingenieur